# Nemesia corsica
Nemesia corsica là một loài nhện trong họ Nemesiidae.
Nemesia corsica được miêu tả năm 1914 bởi Simon.